# Campionati sloveni di sci alpino 2007
I Campionati sloveni di sci alpino 2007 si sono svolti a Innerkrems (in Austria) e a Krvavec dal 31 marzo al 7 aprile. Il programma ha incluso gare di discesa libera, supergigante, slalom gigante, slalom speciale e combinata, tutte sia maschili sia femminili.
Trattandosi di competizioni valide anche ai fini del punteggio FIS, vi hanno partecipato anche sciatori di altre federazioni, senza che questo consentisse loro di concorrere al titolo nazionale sloveno.

## Risultati

### Uomini

#### Discesa libera
| Pos. | Atleta              | Nazione   | Tempo   |
| ---- | ------------------- | --------- | ------- |
| 1    | Rok Perko           | Slovenia  | 1:07,33 |
| 2    | Andrej Šporn        | Slovenia  | 1:07,45 |
| 3    | Christof Innerhofer | Italia    | 1:07,83 |
| 4    | Alek Glebov         | Slovenia  | 1:08,00 |
| 5    | Petr Záhrobský      | Rep. Ceca | 1:08,05 |
| 6    | Ivica Kostelić      | Croazia   | 1:08,27 |
| 7    | Miha Kuerner        | Slovenia  | 1:08,34 |
| 8    | Natko Zrnčić-Dim    | Croazia   | 1:08,35 |
| 9    | Andrej Križaj       | Slovenia  | 1:08,69 |
| 10   | Aleš Gorza          | Slovenia  | 1:08,88 |

Data: 31 marzo

Località: Innerkrems

#### Supergigante
| Pos. | Atleta               | Nazione    | Tempo   |
| ---- | -------------------- | ---------- | ------- |
| 1    | Rok Perko            | Slovenia   | 1:15,01 |
| 2    | Andrej Šporn         | Slovenia   | 1:15,40 |
| 3    | Alek Glebov          | Slovenia   | 1:15,88 |
| 4    | Christof Innerhofer  | Italia     | 1:15,89 |
| 5    | Stefan Schrittwieser | Austria    | 1:15,15 |
| 6    | Aleš Gorza           | Slovenia   | 1:16,18 |
| 7    | Miha Kuerner         | Slovenia   | 1:16,27 |
| 8    | Tin Široki           | Croazia    | 1:16,41 |
| 9    | Ivan Heimschild      | Slovacchia | 1:16,45 |
| 9    | Andrej Križaj        | Slovenia   | 1:16,45 |

Data: 1º aprile

Località: Innerkrems

#### Slalom gigante
| Pos. | Atleta                | Nazione   | Tempo   |
| ---- | --------------------- | --------- | ------- |
| 1    | Ondřej Bank           | Rep. Ceca | 2:26,07 |
| 2    | Aleš Gorza            | Slovenia  | 2:26,36 |
| 3    | Petr Záhrobský        | Rep. Ceca | 2:26,47 |
| 4    | Dominik Gschwenter    | Austria   | 2:26,66 |
| 5    | Patrick Bechter       | Austria   | 2:26,73 |
| 6    | Bernard Vajdič        | Slovenia  | 2:26,85 |
| 7    | Christoph Nösig       | Austria   | 2:26,96 |
| 8    | Filip Trejbal         | Rep. Ceca | 2:27,17 |
| 9    | Rok Perko             | Slovenia  | 2:27,23 |
| 10   | Björgvin Björgvinsson | Islanda   | 2:27,37 |

Data: 6 aprile

Località: Krvavec

#### Slalom speciale
| Pos. | Atleta                 | Nazione   | Tempo   |
| ---- | ---------------------- | --------- | ------- |
| 1    | Filip Trejbal          | Rep. Ceca | 1:39,15 |
| 2    | Mitja Valenčič         | Slovenia  | 1:39,26 |
| 3    | Matic Skube            | Slovenia  | 1:40,75 |
| 4    | Matthias Tippelreither | Austria   | 1:40,87 |
| 5    | Franz Promok           | Austria   | 1:40,90 |
| 6    | Anže Mravlja           | Slovenia  | 1:40,94 |
| 7    | Matija Zaviršek        | Slovenia  | 1:41,00 |
| 8    | Filip Flisar           | Slovenia  | 1:41,68 |
| 9    | Marc Digruber          | Austria   | 1:42,32 |
| 10   | Miha Malus             | Slovenia  | 1:42,73 |

Data: 7 aprile

Località: Krvavec

#### Combinata
| Pos. | Atleta    | Nazione  |
| ---- | --------- | -------- |
| 1    | Rok Perko | Slovenia |
| 2    | ?         | ?        |
| 3    | ?         | ?        |

### Donne

#### Discesa libera
| Pos. | Atleta            | Nazione  | Tempo   |
| ---- | ----------------- | -------- | ------- |
| 1    | Kathrin Wilhelm   | Austria  | 1:10,51 |
| 2    | Ilka Štuhec       | Slovenia | 1:10,54 |
| 3    | Daniela Müller    | Austria  | 1:11,19 |
| 4    | Ingrid Rumpfhuber | Austria  | 1:11,21 |
| 5    | Katja Wirth       | Austria  | 1:11,40 |
| 6    | Regina Mader      | Austria  | 1:11,49 |
| 7    | Urška Rabič       | Slovenia | 1:11,51 |
| 8    | Maruša Ferk       | Slovenia | 1:11,70 |
| 9    | Ana Kobal         | Slovenia | 1:11,78 |
| 10   | Petra Robnik      | Slovenia | 1:12,04 |

Data: 31 marzo

Località: Innerkrems

#### Supergigante
| Pos. | Atleta              | Nazione  | Tempo   |
| ---- | ------------------- | -------- | ------- |
| 1    | Ilka Štuhec         | Slovenia | 1:16,75 |
| 2    | Maruša Ferk         | Slovenia | 1:17,60 |
| 3    | Edit Miklós         | Romania  | 1:17,82 |
| 4    | Ana Kobal           | Slovenia | 1:17,84 |
| 5    | Regina Mader        | Austria  | 1:17,94 |
| 6    | Tina Maze           | Slovenia | 1:18,04 |
| 7    | Ingrid Rumpfhuber   | Austria  | 1:18,33 |
| 8    | Mariella Voglreiter | Austria  | 1:18,34 |
| 9    | Petra Robnik        | Slovenia | 1:18,38 |
| 10   | Vanja Brodnik       | Slovenia | 1:18,43 |

Data: 1º aprile

Località: Innerkrems

#### Slalom gigante
| Pos. | Atleta           | Nazione  | Tempo   |
| ---- | ---------------- | -------- | ------- |
| 1    | Maruša Ferk      | Slovenia | 2:29,87 |
| 2    | Giulia Gianesini | Italia   | 2:30,26 |
| 3    | Katja Jazbec     | Slovenia | 2:30,66 |
| 4    | Jelena Lolović   | Serbia   | 2:30,70 |
| 5    | Ana Kobal        | Slovenia | 2:30,74 |
| 6    | Tina Maze        | Slovenia | 2:31,03 |
| 7    | Mateja Robnik    | Slovenia | 2:31,28 |
| 8    | Ilka Štuhec      | Slovenia | 2:31,29 |
| 9    | Stefanie Wopfner | Austria  | 2:31,37 |
| 10   | Urška Rabič      | Slovenia | 2:31,48 |

Data: 6 aprile

Località: Krvavec

#### Slalom speciale
| Pos. | Atleta           | Nazione   | Tempo   |
| ---- | ---------------- | --------- | ------- |
| 1    | Katja Jazbec     | Slovenia  | 1:43,85 |
| 2    | Maruša Ferk      | Slovenia  | 1:44,27 |
| 3    | Ana Kobal        | Slovenia  | 1:44,95 |
| 4    | Ilka Štuhec      | Slovenia  | 1:45,24 |
| 5    | Stefanie Wopfner | Austria   | 1:45,28 |
| 6    | Michaela Smutná  | Rep. Ceca | 1:45,61 |
| 7    | Ana Drev         | Slovenia  | 1:45,81 |
| 8    | Alenka Kuerner   | Slovenia  | 1:46,14 |
| 9    | Lucie Hrstková   | Rep. Ceca | 1:46,21 |
| 10   | Simone Streng    | Austria   | 1:46,44 |

Data: 7 aprile

Località: Krvavec

#### Combinata
| Pos. | Atleta      | Nazione  |
| ---- | ----------- | -------- |
| 1    | Maruša Ferk | Slovenia |
| 2    | ?           | ?        |
| 3    | ?           | ?        |